# Адолф Тейку
Адолф Тейку Камганг (на френски: Adolphe Teikeu Kamgang) е камерунски футболист, защитник, който играе за Сошо.

## Кариера
Тейку започва да тренира футбол в местния Арсенал Яунде. През зимата на 2009 г. е трансфериран в Металург (Запорожие). 4 години по-късно е преотстъпен на ФК Краснодар с опция за закупуване. Общо за Металург има 113 мача и 8 гола. През 2014/15 играе за Черноморец (Одеса). За кратко играе и в Терек Грозни. От 2015 г. е футболист на френския Сошо.